# Sillon du sinus sagittal supérieur
Le sillon du sinus sagittal supérieur est le sillon osseux médian de la face interne de la voute crânienne. Il loge le sinus sagittal supérieur et ses bords sont les points d'attache de la faux du cerveau.

## Structure
Le sillon du sinus sagittal supérieur est constitué de trois parties qui sont d'avant en arrière : une partie frontale, une partie pariétale et une partie occipitale.

### Partie frontale du sillon du sinus sagittal supérieur
La partie frontale est le sillon médian sur la face endocrânienne de l'écaille de l'os frontal. Le sillon est formé par le prolongement en bifurcation de la crête frontale.

### Partie pariétale du sillon du sinus sagittal supérieur
La partie pariétale poursuit en arrière la partie frontale.  Le sillon est formé par l'assemblage des demi-gouttières des bords médiaux des deux os pariétaux.

### Partie occipitale du sillon du sinus sagittal supérieur
La dernière partie occipitale poursuit en arrière la partie pariétale. C'est le sillon médian situé sur la face endocrânienne de l'écaille de l'os occipital qui s'étend de son bord pariétal le long de branche supérieure de l'éminence cruciforme pour se terminer au niveau du confluent des sinus.